# Бобровка (приток Тои)
Бобровка — река в Колыванском районе Новосибирской области России. Исток — из озера Канаш, устье — в 15 км по левому берегу реки Тоя. Длина реки составляет 11 км. На реке один населённый пункт — Бобровичинск, возле которого сооружены два пруда.

## Данные водного реестра
По данным государственного водного реестра России относится к Верхнеобскому бассейновому округу, водохозяйственный участок реки — Обь от Новосибирского гидроузла до впадения реки Чулым, без рек Иня и Томь, речной подбассейн реки — бассейны притоков (Верхней) Оби до впадения Томи. Речной бассейн реки — (Верхняя) Обь до впадения Иртыша.